# Подстолий великий литовский
Подстолий великий литовский (лат. subdapifer Magni Ducatus Lithuaniae, пол. Podstoli wielki litewski, лит. Lietuvos didieji pastalininkiai) — урядник в Великом княжестве Литовском. Ранее так в Европе называли придворную должность, связанную с выполнением определённых обязанностей за королевским столом, с конца XIV века подстолий стало почётным званием.
В Великом Княжестве Литовском титул был введён в середине XV века: первоначально подстолий был заместителем стольника великого литовского и помогал тому сервировать стол великого князя, а позже выполнял номинальные функции. Согласно Уставу 1588 года, в Великом Княжестве Литовском была официально введена должность уездного подстолия.

## Список подстолиев Великого Княжества Литовского
| Изображение                             | Личность                         | Дата вступления в должность | Дата оставления должности или смерти | Примечания                                                             |
| --------------------------------------- | -------------------------------- | --------------------------- | ------------------------------------ | ---------------------------------------------------------------------- |
| Подстолии Великого Княжества Литовского |                                  |                             |                                      |                                                                        |
|                                         | Петраш                           |                             |                                      | подстолий великого князя Казимира                                      |
|                                         | Войтех Янович Монивид            | 1475                        | 1475                                 | Одновременно занимал должность виленского каштеляна, умер в 1475 году. |
|                                         | Станислав Янович Заберезинский   | 1487                        | 1501                                 |                                                                        |
|                                         | Василий Львович Глинский         | 1503                        | 1508                                 | лишен должности за участие в мятеже Глинских                           |
|                                         | Юрий Александрович               | 1508                        |                                      |                                                                        |
|                                         | Ян Завиша                        | 18 августа 1519             | 1534                                 | умер                                                                   |
|                                         | Никодим Цехановецкий             | январь 1536                 | 1549                                 | умер                                                                   |
|                                         | Станислав Пац                    | 1552                        | 16 марта 1566                        | стал витебским воеводой                                                |
| Подстолии великие литовские             |                                  |                             |                                      |                                                                        |
|                                         | Андрей Григорьевич Ходкевич      | 1566                        | 1575                                 | умер                                                                   |
|                                         | Ян Зенович                       | 18 июля 1576                | 20 ноября 1594                       | стал витебским каштеляном                                              |
|                                         | Кшиштоф Вольский                 | 24 мая 1595                 | 1600                                 | умер                                                                   |
|                                         | Кшиштоф Веселовский              | 1 декабря 1600              | 26 июля 1604                         | стал стольником великим литовским                                      |
|                                         | Николай Глебович                 | 11 марта 1605               | 11 августа 1611                      | стал смоленским воеводой                                               |
|                                         | Ян Станислав Сапега              | 11 декабря 1611             | 1617                                 | стал маршалком надворным литовским                                     |
|                                         | Ян Иероним Ходкевич              | 1617                        | 1618                                 | умер                                                                   |
|                                         | Александр Казимир Сапега         | 1618                        | 30 ноября 1619                       | умер                                                                   |
|                                         | Кшиштоф Сапега                   | 1620                        | 17 июля 1630                         | стал стольником великим литовским                                      |
|                                         | Христофор Михаил Сапега          | 27 августа 1630             | 10 марта 1631                        | стал писарем великим литовским, в том же году умер                     |
|                                         | Гедеон Михал Тризна              | 21 марта 1631               | 19 августа 1631                      | стал стольником великим литовским                                      |
|                                         | Петр Война                       | 30 октября 1631             | март 1633                            | умер                                                                   |
|                                         | Казимир Тышкевич                 | 15 марта 1633               | 1638                                 | стал стольником великим литовским                                      |
|                                         | Павел Петр Тризна                | 1638                        | 15 мая 1639                          | умер                                                                   |
|                                         | Ежи Кароль Глебович              | 27 июня 1639                | 19 февраля 1643                      | стал смоленским воеводой                                               |
|                                         | Александр Жижемский              | 1643                        | апрель 1645                          | умер                                                                   |
|                                         | Павел Ян Сапега                  | 20 апреля 1645              | 18 октября 1646                      | стал витебским воеводой                                                |
|                                         | Кшиштоф Потоцкий                 | 3 ноября 1646               | 12 января 1653                       | стал стольником великим литовским                                      |
|                                         | Теодор Александр Ляцкий          | 5 января 1653               | апрель 1654                          | стал маршалком надворным литовским                                     |
|                                         | Александр Гилярий Полубинский    | 11 апреля 1654              | сентябрь 1654                        | стал писарем польным литовским                                         |
|                                         | Ян Самуэль Пац                   | сентябрь 1654               | 1654                                 | умер                                                                   |
|                                         | Теодор Денгоф                    | 1655                        | 16 августа 1656                      | стал кравчим великим литовским                                         |
|                                         | Евстахий Казимир Волович         | 16 августа 1656             | 1658                                 | стал стольником великим литовским                                      |
|                                         | Ян Кароль Копец                  | 15 февраля 1658             | 2 марта 1658                         | стал полоцким воеводой                                                 |
|                                         | Кшиштоф Франтишек Сапега         | 18 марта 1658               | 4 января 1659                        | стал стольником великим литовским                                      |
|                                         | Марциан Александр Огинский       | 8 января 1659               | 1661                                 | стал стольником великим литовским                                      |
|                                         | Казимир Ян Сапега                | 20 июля 1661                | 1663                                 | стал подскарбием надворным литовским                                   |
|                                         | Бенедикт Павел Сапега            | 1663                        | 1665                                 | стал стольником великим литовским                                      |
|                                         | Герард Денгоф                    | 23 апреля 1666              | 5 января 1685                        | умер                                                                   |
|                                         | Казимир Владислав Сапега         | 1685                        | 1686                                 | стал стольником великим литовским                                      |
|                                         | Ежи Станислав Сапега             | 1686                        | 1686                                 | стал стольником великим литовским                                      |
|                                         | Стефан Тизенгауз                 | 6 января 1687               | 1687                                 | стал кухмистером великим литовским                                     |
|                                         | Мартин Михал Крышпин-Киршенштейн | 18 июля 1687                | 1689                                 | стал подчашием великим литовским                                       |
|                                         | Лев Казимир Огинский             | 1689                        | сентябрь 1700                        | умер                                                                   |
|                                         | Михаил Потоцкий                  | 21 сентября 1700            | 1709                                 | умер                                                                   |
|                                         | Николай Христофор Радзивилл      | 4 июня 1711                 | 2 июня 1715                          | умер                                                                   |
|                                         | Ян Тарло                         | 28 июля 1715                | 14 марта 1719                        | стал люблинским воеводой                                               |
|                                         | Михаил Фредерик Чарторыйский     | 26 февраля 1720             | 5 декабря 1722                       | стал виленским каштеляном                                              |
|                                         | Станислав Понятовский            | 7 декабря 1722              | 1722                                 | стал подскарбием великим литовским                                     |
|                                         | Казимир Огинский                 | 17 декабря 1722             | октябрь 1727                         | умер                                                                   |
|                                         | Антоний Михаил Потоцкий          | 19 июня 1728                | 14 июля 1732                         | стал белзским воеводой                                                 |
|                                         | Францишек Божецкий               | 23 июля 1732                | 9 октября 1743                       | умер                                                                   |
|                                         | Юзеф Любомирский                 | 22 сентября 1744            | 6 августа 1755                       | умер                                                                   |
|                                         | Ян Жевуский                      | Декабрь 1756                | 1759                                 | умер                                                                   |
|                                         | Станислав Фердинанд Ржевуский    | 24 сентября 1759            | 30 мая 1760                          | стал великим литовским хорунжием                                       |
|                                         | Игнаций Пац                      | 30 мая 1760                 | 1765                                 | умер                                                                   |
|                                         | Игнаций Сципиона дель Кампо      | 9 декабря 1765              | 1786                                 | отказался от должности                                                 |
|                                         | Алойзы Сулистровский             | 4 декабря 1786              | 24 декабря 1786                      | стал писарем великим литовским                                         |
|                                         | Станислав Григорий Варцель       | 27 декабря 1787             | 1795                                 | сложил полномочия в связи с прекращением существования Речи Посполитой |